# Piet Bromberg
Pieter Marie Johan "Piet" Bromberg, född 4 mars 1917 i Haag, död 27 juli 2001 i Wassenaar, var en nederländsk landhockeyspelare.
Bromberg blev olympisk bronsmedaljör i landhockey vid sommarspelen 1948 i London.